# 五十嵐幸則
五十嵐 幸則（いがらし ゆきのり）は、社会人野球、アメリカ独立リーグでプレーした野球選手（内野手）。右投右打。
東京都立秋川高等学校を卒業し、佐藤工務店に進む。同期には岡本真也、佐々木順一がいた。佐藤工務店を1年で退団し、渡米。フロリダ州フォートローダーデールにあるモントリオールエクスポズのプレーボールベースボールアカデミーで腕を磨き、独立リーグのトライアウトに参加、ミッドアメリカ・リーグ加盟のラファイエット・レオパーズとの契約を勝ち取る。
アメリカ独立リーグで数年プレーした後に帰国、その後は俳優として活動。読売新聞CMで巨人軍選手神本翔役を演じ、堀内恒夫、松尾諭と共演した。
俳優業の傍ら、社会人野球クラブチーム松戸B.C TYR（現：ヌーベルベースボールクラブ）で現役を続け、2019年現在もチーム最年長選手としてプレーしている。
のちに、社会人野球に新加盟したばかりの佐藤工務店の退団の理由を、「1日中野球に没頭したいから」と渡米記事を載せた日刊スポーツに語っている。